# Contea di Chicheng
La contea di Chicheng (赤城县S, ChìchéngP) è una contea della Cina, situata nella provincia di Hebei e amministrata dalla prefettura di Zhangjiakou.